# Ford Del Rey
O Del Rey foi um sedã de luxo da Ford lançado no início dos anos 1980 e descontinuado dez anos depois, tendo sido substituído pelo Versailles. É um sedã médio, três volumes bem definidos, opção de duas ou quatro portas e motores robustos. O modelo era derivado do Corcel e na sua linha havia ainda a versão station wagon, denominada Del Rey Scala e a picape Pampa (este último produzido até 1997).
De 1981 até 1984 foi disponibilizado nas versões Del Rey Prata e Ouro, de duas e quatro portas, disponível também na versão station wagon.
A partir de 1985 houve uma remodelagem estética e evolução mecânica, com o propulsor passando a ser denominado CHT. As versões passaram a ser denominadas como L, GL, GLX e Ghia (a L e a Ghia possuíam opções com duas ou quatro portas), e L, GLX e Ghia para a station wagon.
Em 1989 a Ford lançou uma versão do Del Rey denominada "GL série especial", essa versão continha itens como direção hidráulica, aquecimento interno, spoiler com faróis de neblina, pneus Goodyear Eagle sport 195/60-14, calotas do modelo Ghia, maçanetas e para-choques na cor preta, frisos escuros e motor CHT E-Max com 73,3Cv e 12,9Kgfm de torque.
Alguns registros mostram que a Ford produziu cerca de 2200 unidades desse modelo.
A partir de 1989 (já modelo 1990), com a criação da Autolatina, o propulsor CHT 1.6 foi substituído por um AP 1.8 da Volkswagen acompanhado da caixa de câmbio com cinco marchas e reforço na suspensão, o que não favoreceu seu desempenho.

## Histórico

### Pré-lançamento

Logotipo.

A Ford tinha um grande problema a enfrentar no final dos anos 1970. Com a nova década, a Ford começou a remodelar seus carros com projetos modernos vindos da América do Norte para não perder as vendas para os modelos mais modernos. Como o mercado estava em crise, não se podia investir bem em um novo modelo, opção tomada na década de 1970 quando trouxeram o Ford Maverick do mercado americano, opção revelada errada mais tarde, pois o projeto inicial era trazer o Ford Taunus. A solução foi apelar para a criação de um novo modelo, porém com uma plataforma existente no mercado nacional. As opções eram a criação de um carro com base no Maverick quatro portas, aumentando seu espaço traseiro que era o maior problema do modelo, ou criar um produto com base na plataforma do Corcel II, lançado dois anos antes.
Em uma clínica, foram expostos dois modelos para testar a opinião dos consumidores, e o escolhido foi o que se assemelhava ao projeto final do Ford Del Rey. Um sedã médio, com três volumes bem definidos, opção de duas ou quatro portas e motor econômico, sendo a alternativa para evitar maiores custos. O modelo foi baseado nos modelos Ford Granada MKII, modelo grande da Ford inglesa fabricado na mesma época e no Ford Taunus, também da Ford européia, mas da Alemanha. Eram muito semelhantes tanto frente quanto traseira, assim como a lateral, apesar do modelo brasileiro ser menor.

### Primeira geração (1981 - 1984)
O Ford Del Rey debutou em meados do ano de 1981 e podia ser encontrado nas versões Ouro e básica (chamada popularmente de "Prata"). Era um carro de acabamento refinado, e que lembrava seu irmão mais velho o Ford Corcel em construção, mas ao mesmo tempo remetia ao bom e velho Galaxie/Landau. A versão mais completa vinha de série com itens que não eram comuns mesmo nos carros da sua categoria, como rodas de liga leve, vidros elétricos, travas elétricas nas portas, retrovisores com comando interno, bancos em veludo, farois de neblina, relógio digital localizado no espelho retrovisor central, entre outras coisas. O modelo recebeu câmbio automático como opcional em 1983, e em 1984 recebeu o motor CHT, uma revisão do antigo motor 1.6 de origem Renault que equipava o Corcel GT, e que foi revisado para equipar o recém chegado Ford Escort. O motor fez muito bem ao modelo que, apesar de econômico, padecia nas acelerações e retomadas, e era alvo de críticas de seus proprietários, perdendo sempre nos comparativos com os principais concorrentes em sua época, como Chevrolet Opala, Volkswagen Santana e depois de 1985, o Chevrolet Monza.

### Segunda geração (1985 - 1991)
Em 1985 a Ford fez algumas mudanças no modelo, que permaneceria praticamente intacto até o final da sua vida em meados de 1991. O já cansado sedan ganhou nova frente, semelhante a do Ford Corcel, com “grade aerodinâmica” e um spoiler que servia de moldura para os faróis de neblina. O modelo passou a contar com outras denominações. Saia de linha o Prata e Ouro e entravam o GL como básico, GLX como intermediário e o Ghia como versão top de linha. Perdeu o requinte das rodas de liga leve, mas ganhou novos itens. O aro aumentou para 14 polegadas e foi o primeiro carro nacional não esportivo a utilizar perfil 60. O modelo 1987 trouxe retrovisores elétricos. Com a saída de linha do Ford Corcel no ano anterior, a Ford criou a versão L, de acabamento mais despojado, para ocupar a lacuna entre o Escort e o Del Rey. Em 1988 o modelo não teve mudanças relevantes.
Com a fusão da Volkswagen e Ford em 1987, foi criada a Autolatina, grande empresa que passou a dominar o mercado e quase canibalizou a Ford do Brasil. O Del Rey foi um dos poucos modelos que lucrou com essa fusão, pois ganhou o motor AP 1.8, mais moderno (e que equipava o Volkswagen Santana). Com um pequeno ganho de desempenho, sua velocidade máxima subiu de 146 km/h para cerca de 156 km/h, e sua aceleração de 0 a 100 km/h passou de 16,50 na versão GLX de 1986  para cerca de 13,88 segundos, devido a nova redução do câmbio e pequeno aumento de potência. O Del Rey recebeu algumas mudanças mecânicas, molas recalibradas na traseira para melhorar o efeito “anti-dive” nas acelerações e “anti-squat” nas frenagens. O retrovisor externo recebeu uma base modificada em 1989. A última diferença realmente notável entre os modelos com motor 1.6 e 1.8 era o consumo que havia subido ligeiramente.
Em 1991 o Del Rey foi tirado de linha. É um modelo muito lembrado pela modernidade que tinha em sua época, já que o seu irmão maior (Ford Landau) não possuía muitos recursos modernos (como vidros elétricos, travas elétricas e retrovisores elétricos). O seu substituto, o Ford Versailles, não obteve o mesmo sucesso devido a sua falta de carisma, talvez por ser um "clone" do Volkswagen Santana.

## Especificações[2]
- Comprimento: 4,49 m
- Largura: 1,68 m
- Altura: 1,35 m
- Entre-eixos: 2,43 m
- Porta-malas: 328 litros (valor aferido por esferas) (volume real superior a 500 litros)
- Tanque de combustível: 57 litros (Belina 63L)
- Peso: 1.006 – 1138 kg

## Versões
Primeira geração
- Prata (1981-1984)
- Ouro (1981-1984)

Segunda geração
- L (1987-1991)
- GL (1985-1991)
- GLX (1985-1991)
- Ghia (1985-1991)
- Série Especial (1988)
- GL Série Especial (1989)

## Impacto cultural
O carro inspirou o nome artístico da cantora Lana Del Rey.